# Liste des maires de Caudry

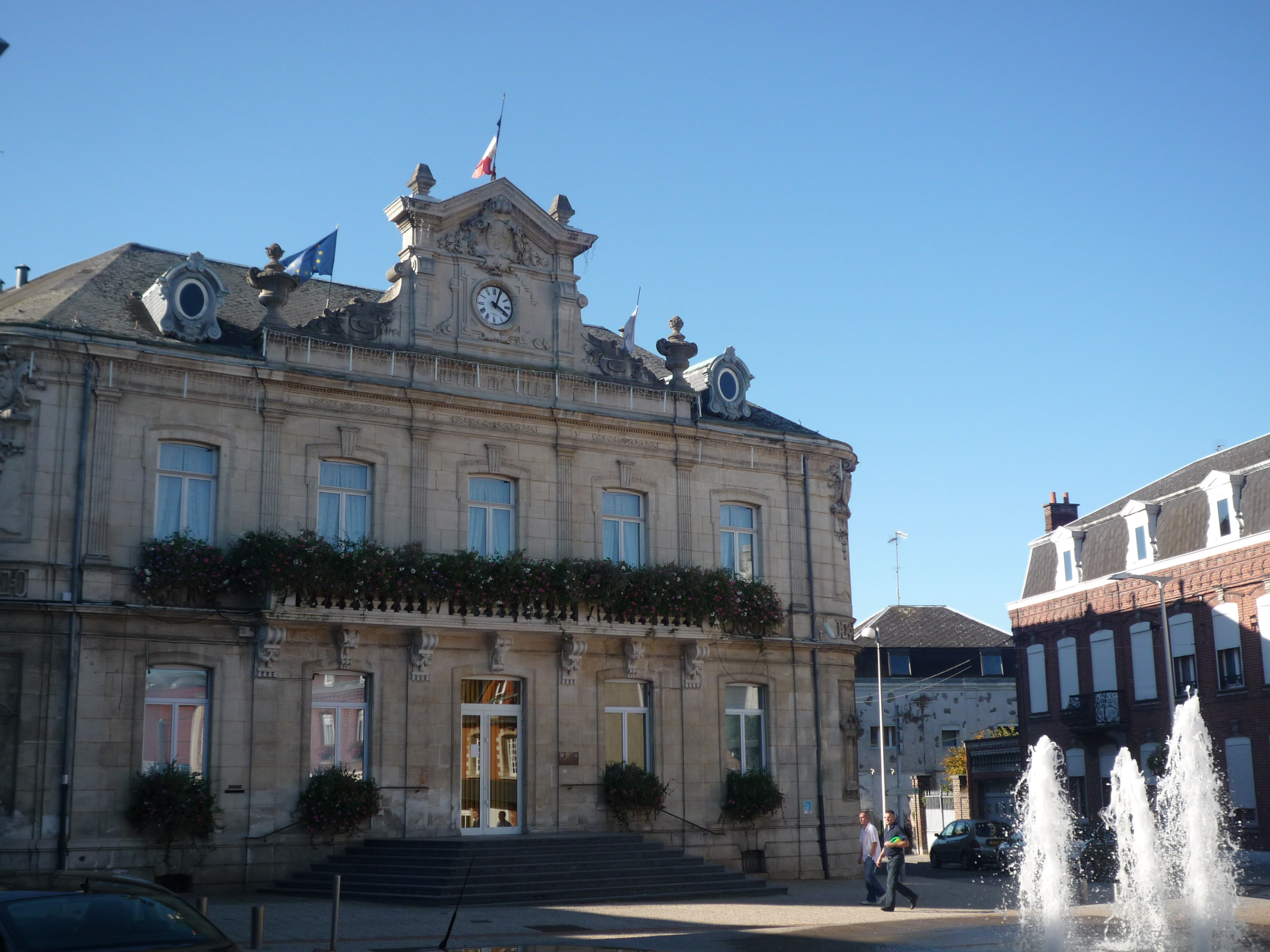
La mairie de Caudry.

Cet article présente la liste des maires de Caudry (une commune du département du Nord),,.
En 1801, après le seigneur Charles-Augustin-Hyacinthe Cordier et son fils Jean-Baptiste-Hyacinthe Cordier, Théodore Bracq est le premier maire connu de la ville de Caudry. Voici la liste des autres maires qui lui ont succédé. 1892 est un tournant, qui s'explique par l'évolution sociologique de la ville au XIXe siècle.

## Liste des maires de Caudry à partir de 1801
La liste des maires de Caudry est connue depuis 1801, elle figure sur une plaque située dans le bâtiment de la mairie.
|    | Image | Nom                                                 | Mandat                             | Parti politique et autres remarques |
| -- | ----- | --------------------------------------------------- | ---------------------------------- | --- |
| 1  |       | Théodore Bracq                                      | 1801-1816                          | |
| 2  |       | Auguste Julien                                      | 1816-1821                          | |
| 3  |       | Louis Piettre                                       | 1821-1828                          | |
| 4  |       | Jean-Baptiste Bracq                                 | 1828-1830                          | |
| 5  |       | Jacques-Joseph Gauthier                             | 1830-25 avril 1841                 | |
| 6  |       | Jean-Adolphe Prioux                                 | 25 avril 1841-26 août 1845         | |
| 7  |       | Louis-Alphonse Piettre                              | 26 août 1845-1847                  | |
| 8  |       | Jean-Adolphe Prioux                                 | 1847-1858                          | |
| 9  |       | Pierre-Joseph Jacquemin                             | 1858-1866                          | |
| 10 |       | François Fontaine                                   | 1866-1884                          | |
| 11 |       | Jean-Baptiste Carpentier                            | 1884-1885                          | |
| 12 |       | Édouard Carpentier                                  | 1885-1886                          | |
| 13 |       | Henri Tilmant                                       | 1886-12 mai 1892                   | Industriel: fabricant de tulles |
| 14 |       | Louis Leduc Brouet                                  | 12 mai 1892-20 mai 1900            | L'élection de mai 1892 est un tournant. En novembre 1892, le journal Roubaix socialiste : Organe du Parti ouvrier de la région de Roubaix, Tourcoing et environs se félicite de la victoire électorale de mai, et accuse les industriels d’avoir congédiés les ouvriers élus au sein du conseil municipal. |
| 15 |       | Eugène Fiévet                                       | 20 mai 1900-30 avril 1910          | Socialiste. Ouvrier tulliste. Député de 1906 à 1910,. |
| 16 |       | Henri Sandras                                       | 4 juin 1910-19 mai 1912            | Succède à Eugène Fiévet à la suite de la mort de ce dernier. |
| 17 |       | Ernest Plet                                         | 19 mai 1912-10 décembre 1919       | Socialiste. Ouvrier tisseur de tulles et de dentelles, puis chapelier. Fondateur du syndicat des ouvriers tullistes. Député de 1919 à 1928,. |
| 18 |       | Auguste Beauvillain Presses Univ. Septentrion, 1977 | 10 décembre 1919-21 septembre 1942 | Représentant en vin. Conseiller municipal depuis 1908. Il a également des mandats de député du Nord à partir de 1924. |
| 19 |       | Alexandre Lebez                                     | 21 septembre 1942-1944             | |
| 20 |       | Joseph Lemaire                                      | 1944-19 mai 1945                   | |
| 21 |       | Maurice Lefebvre                                    | 19 mai 1945-26 octobre 1947        | SFIO puis PS |
| 22 |       | Albert Dhélin                                       | 26 octobre 1947-28 mars 1965       | Auguste Beauvillain, ancien maire, est un de ses conseillers municipaux jusqu'en 1952 |
| 23 |       | Henri Lefebvre                                      | 28 mars 1965-20 mars 1983          | Conseiller général |
| 24 |       | Paul Moreau                                         | 20 mars 1983-18 mars 1989          | Conseiller régional et Député |
| 25 |       | Jacques Warin                                       | 18 mars 1989- mars 1995            | Conseiller général |
| 26 |       | Guy Bricout                                         | 18 juin 1995-1er juillet 2017      | Conseiller général, président de la Communauté 4.C, puis député en juin 2017, ce qui le contraint à abandonner ses mandats de maire et de président de la communauté de communes (loi sur le non-cumul des mandats),.                                                                                      |
| 27 |       | Frédéric Bricout                                    | 9 juillet 2017-                    | |

À  la suite de la démission de Guy Bricout le 1er juillet 2017, Régine Dhollande assure l'intérim du maire en sa qualité de première adjointe jusqu'au 9 juillet 2017, date à laquelle le fils de Guy Bricout, Frédéric, est élu maire de la ville de Caudry.